# Uniwersytet Kolorado
Uniwersytet Kolorado (ang. University of Colorado) – zespół uniwersytetów publicznych w stanie Kolorado. 
W jego skład wchodzą cztery jednostki (kampusy):
- Uniwersytet Kolorado w Boulder (34 595 studentów)
- Uniwersytet Kolorado w Colorado Springs (12 422 studentów)
- Uniwersytet Kolorado w Denver (15 232 studentów)
- Kampus Medyczny Anschutzów[a] (4327 studentów), w Aurorze[1].

Ten zespół uniwersytetów zapewnia około 30 tys. miejsc pracy, stanowiąc trzeciego co do wielkości pracodawcę w Kolorado. W 2014 zatrudniał 3886 profesorów i pracowników naukowych oraz 3335 nieetatowych nauczycieli akademickich.